# Rodovia Washington Luís
La Rodovia Washington Luís (SP-310), è un'importante autostrada brasiliana che attraversa il centro-nord dello stato di San Paolo. Serve alcune importanti città come Rio Claro, São Carlos, Araraquara.
È stata intitolata al presidente brasiliano Washington Luís, che nel 1926 dichiarò che "governare è costruire strade".
Si snoda in direzione nord-nord-ovest, partendo come ramo della Rodovia Anhanguera vicino alla città di Limeira. S'interseca anche con la Rodovia dos Bandeirantes nei pressi della cittadina di Cordeirópolis.
Le principali città collegate dalla Washington Luís sono Rio Claro, São Carlos, Araraquara, Matão, Catanduva, São José do Rio Preto e Mirassol.
L'autostrada è gestita e mantenuta attraverso una concessione statale alle società private Centrovias e Triângulo do Sol, ed è quindi una strada a pedaggio.
nel tratto compreso tra Mirassol e Ilha Solteira, è stata ribattezzata "Feliciano Sales Cunha", mantenendo il codice SP-310.